# Aloe ngobitensis
Aloe ngobitensis är en grästrädsväxtart som beskrevs av Gilbert Westacott Reynolds. Aloe ngobitensis ingår i släktet Aloe och familjen grästrädsväxter. Inga underarter finns listade i Catalogue of Life.